# Erk (Ungheria)
Erk è un comune dell'Ungheria di 832 abitanti (dati 2001). È situato nella contea di Heves.